# Filippo Schizzati
Filippo Schizzati (Roma, 1784 – 28 luglio 1877) è stato un politico e magistrato italiano.

## Biografia
Primo Presidente della Corte di Cassazione di Milano, fu Deputato del Regno di Sardegna nella I legislatura, eletto nel collegio di Parma II.